# Jim Reeves
Jim Reeves, né James Travis Reeves le 20 août 1923 à Galloway (Texas, États-Unis), mort le 31 juillet 1964 dans le comté de Williamson (Tennessee, États-Unis), est un chanteur américain, spécialisé dans la musique country, très populaire aux États-Unis ainsi qu'en Angleterre.
Il meurt à 40 ans aux commandes de son avion Beechcraft, dans un accident survenu à 10 miles au sud de Nashville. Son corps et celui de son passager Dean Manuel, manager et pianiste du chanteur, ne sont retrouvés que le 2 août dans une forêt, après d'intenses recherches mobilisant d'importants moyens.
Ses obsèques ont lieu le 4 août à Carthage (Texas), en présence de 800 personnes.
Il entre au Country Music Hall of Fame en 1967.

## 11 foisno1 aux États-Unis
- Mexican Joe, 1953
- Bimbo, 1954
- Four Walls, 1957
- Billy Bayou, 1958
- He'll Have to Go, 1960
- I Guess I'm Crazy, 1964
- Is It Really Over?, 1965
- This Is It, 1965
- Blue Side of Lonesome, 1966
- Distant Drums, 1966
- I Won't Come In While He's There, 1967

Il est également 7 fois no 2 et 8 fois no 3.
Au total, il figure 43 fois dans le Top 10 américain, dont 29 fois de son vivant.
Jim Reeves est également no 1 en Angleterre avec « Distant Drums », en 1966, et no 2 avec I Won't Forget You en 1964.

## Annexes

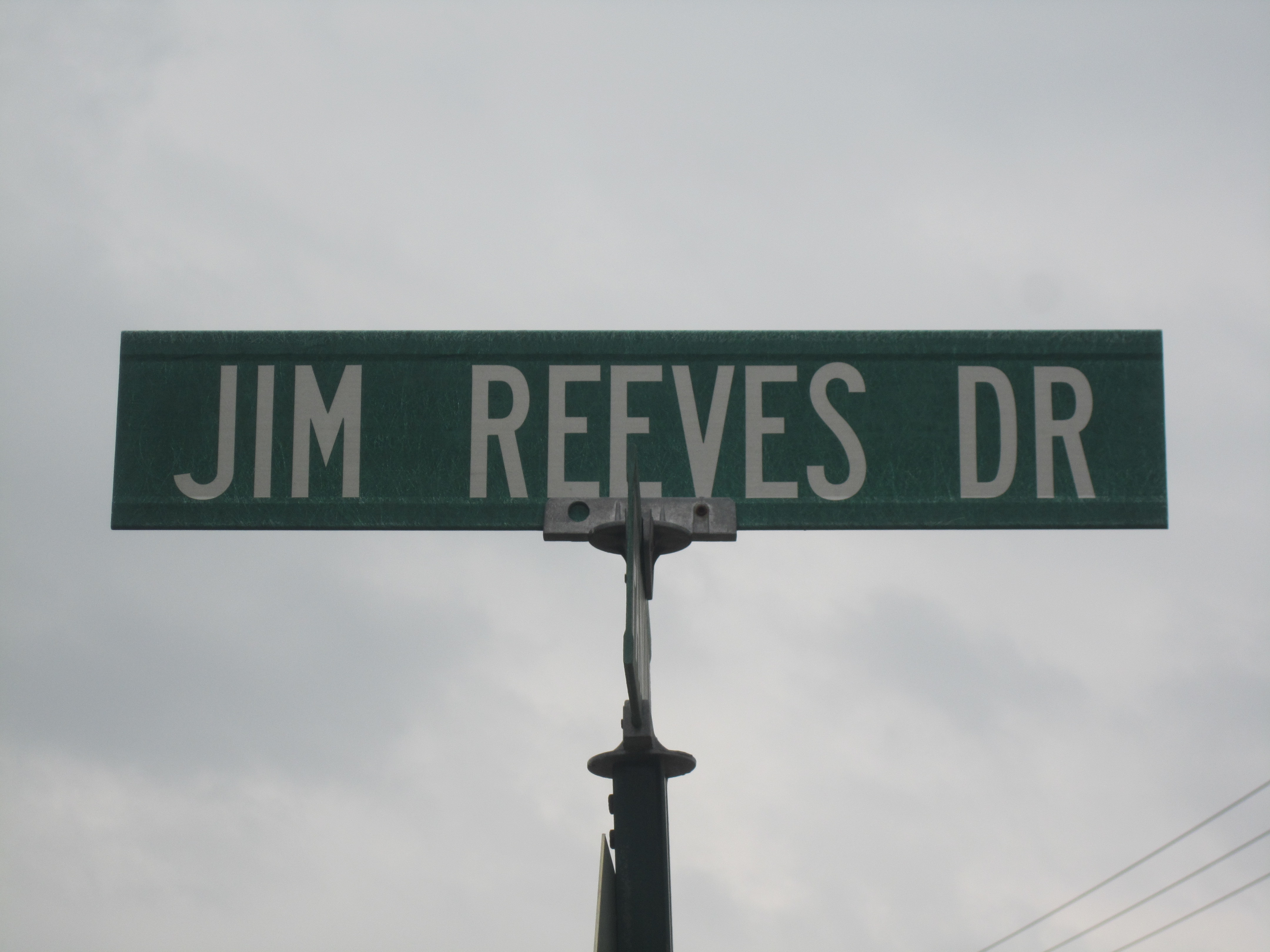
Jim Reeves Drive, au Country Music Hall of Fame de Carthage (Texas, États-Unis).

## Film
- Kimberley Jim (1963) d'Emil Nofal